# Confederation Park (park i Kanada, Alberta)
Confederation Park är en park i Kanada.   Den ligger i provinsen Alberta, i den centrala delen av landet, 2 900 km väster om huvudstaden Ottawa. Confederation Park ligger 1 080 meter över havet.
Terrängen runt Confederation Park är platt åt sydost, men åt nordväst är den kuperad. Runt Confederation Park är det mycket tätbefolkat, med 1 411 invånare per kvadratkilometer.. Närmaste större samhälle är Calgary, 2,7 km söder om Confederation Park.
Runt Confederation Park är det i huvudsak tätbebyggt.